# Liste der Naturdenkmale in Walkenried
Die Liste der Naturdenkmale in Walkenried nennt die Naturdenkmale in Walkenried im Landkreis Göttingen in Niedersachsen.

## Naturdenkmale
| Bild                          | Bezeichnung                              | Ort, Lage                                     | Beschreibung | Schutzzweck                                                         | Nummer      |
| ----------------------------- | ---------------------------------------- | --------------------------------------------- | --- | ------------------------------------------------------------------- | ----------- |
| mehr Fotos \| Fotos hochladen | Kupferschiefer-Aufschluss bei Walkenried | Walkenried (51° 34′ 57,8″ N, 10° 37′ 14,8″ O) | geowissenschaftlich bedeutsamer natürlicher Aufschluss am Prallufer der Wieda. Aufgeschlossen ist die Zechstein-Transgression über Walkenrieder Sand aus der Rotliegend-Formation. Es handelt sich um den einzigen Aufschluss. | einziger Aufschluss dieser Art                                      | ND OHA00035 |
| mehr Fotos \| Fotos hochladen | Linde in der Turmstraße in Walkenried    | Walkenried (51° 34′ 57,4″ N, 10° 36′ 58,4″ O) | ca. 350 Jahre alte, mächtige Sommer-Linde (Tilia platyphyllos) | von herausragender Schönheit                                        | ND OHA00045 |
| mehr Fotos \| Fotos hochladen | Linde in Zorge                           | Zorge (51° 38′ 12,9″ N, 10° 37′ 58,9″ O)      | Schiller-Linde, Sommerlinde (Tilia platyphyllos), Kopflinde, astfreier Stammteil 4 m. Höhe: 13 m. Umfang: 3,2 m. gepflanzt am 9. Mai 1905 zum 100. Todestag von Johann Friedrich von Schiller                                  | schutzwürdig wegen der Belebung des Ortsbildes                      | ND OHA00046 |
| mehr Fotos \| Fotos hochladen | Sachseneiche bei Walkenried              | Walkenried (51° 35′ 9,7″ N, 10° 35′ 51,3″ O)  | stärkste Eiche im Landkreis, mehr als 800 Jahre alte und außerordentlich mächtige Stiel-Eiche | von besonderer Schönheit, Seltenheit und heimatkundlicher Bedeutung | ND OHA00086 |
| mehr Fotos \| Fotos hochladen | Wiedigshöfer Spitzahorn                  | Wiedigshof (51° 33′ 57,6″ N, 10° 38′ 30″ O)   | ca. 250 Jahre alter, in dieser Stärke im Landkreis einmaliger Spitzahorn (Acer platanoides) | von herausragender Schönheit                                        | ND OHA00089 |

## Ehemalige Naturdenkmale
| Bild | Bezeichnung                                  | Ort, Lage                                 | Beschreibung                                                                                     | Schutzzweck                                    | Nummer      |
| ---- | -------------------------------------------- | ----------------------------------------- | ------------------------------------------------------------------------------------------------ | ---------------------------------------------- | ----------- |
| BW   | Rosskastanie in Walkenried Hotel „Zum Löwen“ | Walkenried (51° 35′ 6″ N, 10° 37′ 3,8″ O) | Alter: ca. 300 Jahre. Höhe: 19 m. Umfang: 3,4 m. Der Baum wurde vor vielen Jahren schon gefällt. | schutzwürdig wegen der Belebung des Ortsbildes | ND OHA00044 |

## Hinweis
Die Naturdenkmale in dieser Liste wurden so vom ehemaligen Landkreis Osterode am Harz verordnet.